# Tenpe Gyeltshen
| Tibetische Bezeichnung                       |
| -------------------------------------------- |
| Wylie-Transliteration: bstan pa rgyal mtshan |
| Chinesische Bezeichnung                      |
| Vereinfacht: 丹贝坚赞                        |
| Pinyin:Danbei Jianzan                        |

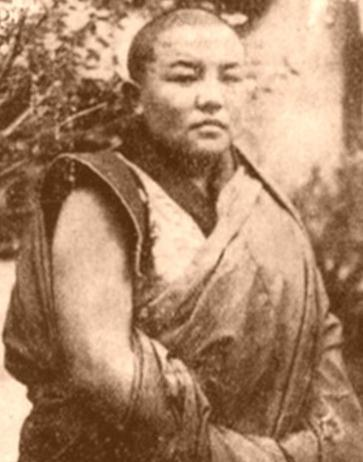
5. Jamyang Shepa

Lobsang Jamyang Yeshe Tenpe Gyeltshen (tib.  'blo bzang 'jam dbyangs ye shes bstan pa'i rgyal mtshan; geb. 1916; gest. 1947), mit chinesischem Namen Huang Zhengguang, war der 5. Jamyang Shepa ( 'jam dbyangs bzhad pa). Er war Abt des Klosters Labrang. Er stammt aus Lithang in Sichuan.
1924 verließ er das Labrang-Kloster und ging nach Hezhou und Lanzhou. 1927 kehrte er zurück, nachdem die Ninghai-Militärs von Ma Qi das Labrang-Kloster verlassen hatten. Im folgenden Jahr gründete er das tantrische Obere Kolleg (chin.) Xubu shangyuan (Juduoba zhacang), und 1933 wurde er von der nationalen Regierung zum "Chanshi Jamyang Hutuktu" ernannt; 1937 ging er zu Dharmastudien nach Tibet, und 1939 kehrte er nach Abschluss seiner Ausbildung am Gomang Dratshang im Drepung-Kloster zurück. 1947 verstarb er aufgrund einer Krankheit.
Im Jahr 1938 war er von der Regierung der Republik China zum Präsidenten der Kommission für Mongolische und Tibetische Angelegenheiten (tib. sog bod u yon lhan khang; engl. Mongolian and Tibetan Affairs Commission) ernannt worden.
Für die landesweite Kriegsspendenkampagne unter der Präsidentschaft von Chiang Kai-shek 1940 spendete er zusammen mit anderen Gelder für 30 Flugzeuge (zu je 30.000 Yuan). An den Universitäten, die ihn zu Vorlesungen einluden, brachte er den Lehrern und Studenten die antijapanischen patriotischen Gefühle der Tibeter in Amdo zum Ausdruck.